# ديد أولاف

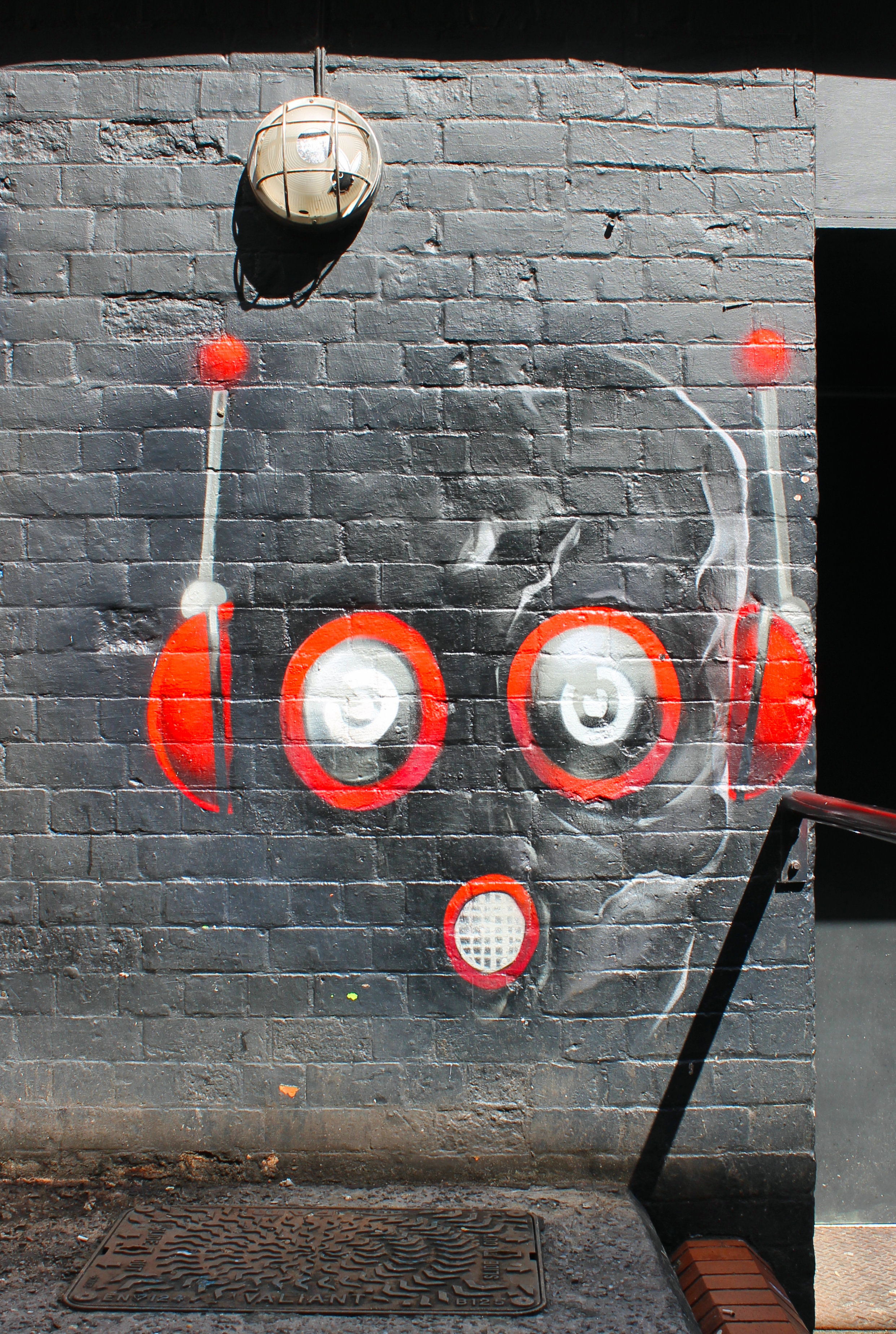
لوحة جدارية لغوينو سوندرز 2017.

ديد أولاف أو اليوم الأخير (بالإنجليزية: Y Dydd Olaf)‏ هي رواية علمية من تأليف أوين ونشرت عام 1976 بواسطة مطبعة جومر، لانديسول. تمت ترجمة «اليوم الأخير» إلى اللغة البولندية وتعطلت الترجمة إلى الإنجليزية. وهي متوفرة في شكل كتاب إلكتروني غير مالي يمكن تنزيله من موقع طول (كارل موريس) وموقع سليبوج. في عام 2020، تمت ترجمته أيضًا إلى لغة الكورنيش من قبل سام براون، وفي يوليو 2021، تمت إعادة طبع الكتاب بالويلزية بواسطة الصحافة المنزلية، بعد أن نفد الكتاب ما يقرب من 50 عامًا.
أحد الشخصيات الرئيسية هو شخص أسود قادر.
قال الناقد الأدبي بينار ديفيز عن الرواية (انظر الدعاية) لم يُشاهد أي شيء مثل هذا الكتاب (اليوم الأخير) في لغتنا من قبل، أو أي شيء يشبهه تمامًا بأي لغة. نحن نفرح لأن هذا النوع من التألق ممكن في الويلزية. " الويلزية، ورواية سوف تدهشك... كلاسيكيات الويلزية، بلا شك.
في مقابلة مع جوينو سوندرز ونجل أوين، روبن لويد أب أوين، ذكر أن العمل كُتب في عام 1967/8، لكن لم يُنشر العمل حتى أرسل المؤلف البراهين إلى بينار ديفيز، بعد أن فشل في الحصول على أي مطبعة. لنشر الرواية. في عام 1976، بعد تلقي دعاية بينار ديفيزنشرت الرواية.

## الأحداث
تتعامل القصة مع صبي يُدعى مارك ومقتطفات من مذكراته والرسائل الموجهة إليه، والتي تشير إلى قبضة «الأخ الأكبر» عليه، هناك أيضًا قصة حب بين الشخصيات.

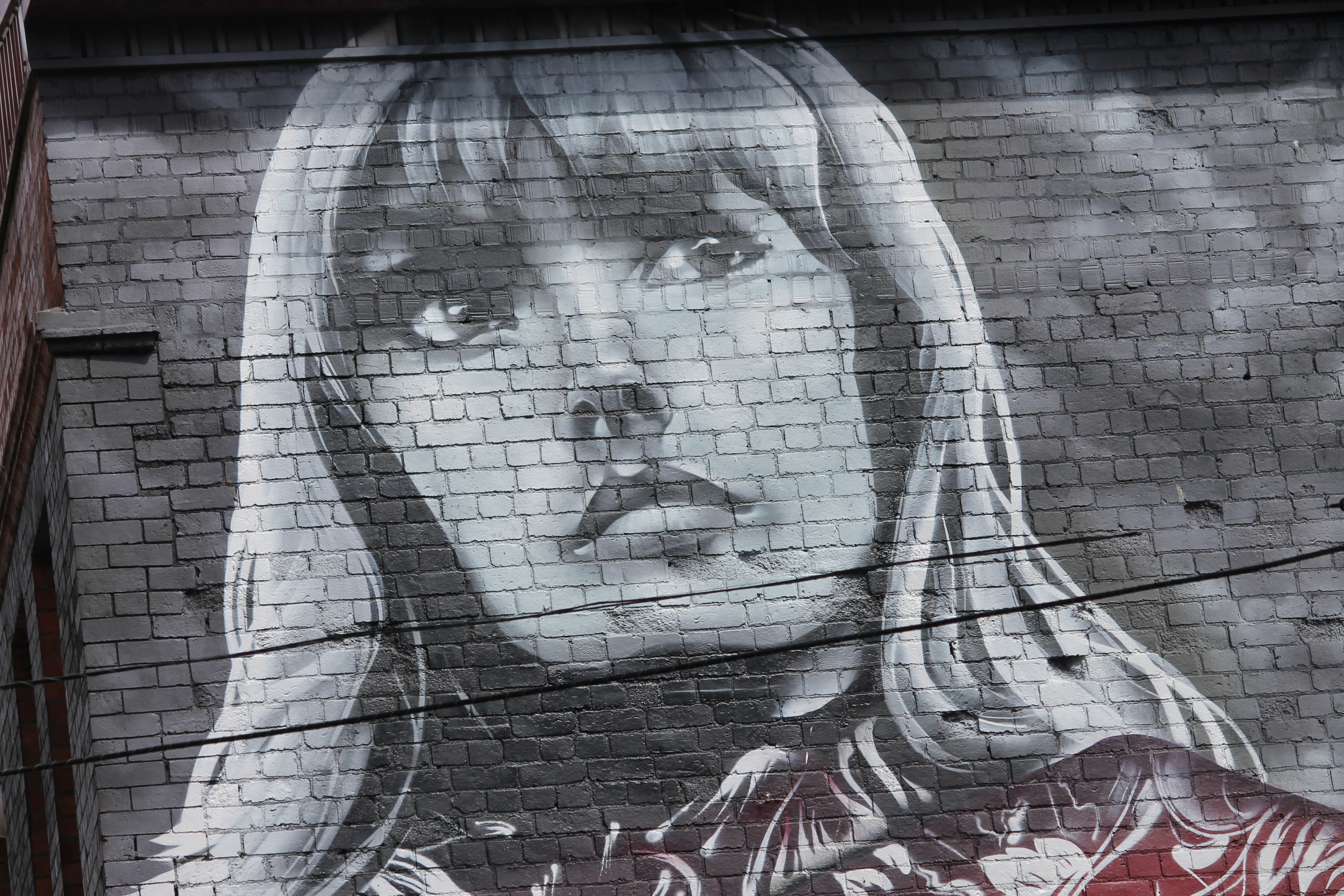

## روابط خارجية
- النص الكامل وكتاب اليوم الأخير